# Eduard Atard i Llobell
Eduardo Atard Llobell (València, 1828 - 1905) fou un polític valencià, diputat a les Corts Espanyoles durant la restauració borbònica

## Biografia
Era fill d'un notari i germà del també polític Rafael Atard Llobell. Es llicencià en dret per la Universitat de València, amb el seu germà Manuel va promoure la creació de l'Acadèmia Valenciana de Jurisprudència i Legislació i la revista El Foro Valenciano (1860), de temes legislatius i de jurisprudència. Membre del Partit Conservador, el 1874 el govern provisional de Francisco Serrano Domínguez el nomenà membre de la Diputació de València, mentre que el capità general el nomenarà el 1875 i n'esdevindrà president el 1880-1881. El 1876 també fou nomenat president de l'Ateneu Científic, Artístic i Literari de València. Fou diputat provincial pel districte del Mercat el 1877 i pel d'Alzira el 1880. També fou degà del Col·legi d'Advocats de València el 1883-1884 i magistrat de l'Audiència Territorial de València.
A les eleccions generals espanyoles de 1884 i 1891 fou elegit diputat pel districte de València, però el 1892 es va decantar per Francisco Silvela en el seu enfrontament amb Cánovas del Castillo i a les eleccions de 1893 no fou reescollit. Retirat de la política, però, continuà presidint el Círculo Conservador de Valencia. També fou president del Banco Regional Valenciano i de la Reial Acadèmia de Belles Arts de Sant Carles (1900-1905).